# Птолемей II Филадельф
Птолемей II Фила́дельф (др.-греч. Πτολεμαῖος Β'  Φιλάδελφος; ок. 308 до н. э. — 245 до н. э.) — царь Египта из династии Птолемеев, правил в 285 — 246/245 годах до н. э. Сын Птолемея I Сотера и Береники I.

## Приход к власти
Птолемей II родился в 309 или 308 году до н. э. (официальный день рождения по македонскому календарю — 12 дистрос, то есть 10 февраля) на острове Кос, где базировался флот его отца. Он получил престол в обход старших сыновей Птолемея I от первого брака с Эвридикой I, дочерью Антипатра, и стал править страной с 285 года до н. э., ещё при жизни отца. А в 283 или 282 году до н. э., после смерти отца, он стал единоличным правителем Египта, в возрасте двадцати пяти лет. Старший сын Эвридики Птолемей Керавн, отныне посчитал Египет небезопасным местом для себя и укрылся при дворе Лисимаха, ставшего царём Македонии.
В настоящее время Птолемей II известен в истории под именем Птолемей Филадельф («Любящий сестру»), но это прозвище он никогда не носил при жизни. Современникам он был известен как просто Птолемей, сын Птолемея. Птолемей-сын по характеру весьма отличался от Птолемея-отца. Смягчение нрава, которое заметнее проявилось в некоторых царях более позднего времени, уже обнаружилось в сыне старого македонского полководца, для которого был характерен крутой нрав. Его воспитателями и учителями были поэт Филит Косский и философ-перипатетик Стратон из Лампсака, один из главных представителей школы Аристотеля, и, несомненно, внимание, которое уделял Аристотель и его ученики научным занятиям, способствовали живому интересу Птолемея II к географии и зоологии. Суда утверждает, что грамматик Зенодот также был учителем детей первого Птолемея, хотя более вероятным кажется, что тот должен был учить детей самого Птолемея II. Определённое влияние оказал на формирование характера Птолемея II ближайший советник его отца Деметрий Фалерский; именно он советовал молодому Птолемею достать и прочесть книги о царской власти и искусстве править, ибо «в книгах написано то, чего друзья не решаются говорить царям в лицо».
Птолемей II был светловолос, явно европейской внешности, скорее всего полный и румяный; у царей этой династии определённо наблюдалось наследственная тенденция толстеть во второй половине жизни. Некоторая телесная слабость или, быть может, слишком внимательная забота о своём здоровье внушила ему отвращение к физическим нагрузкам. По свидетельству Страбона, Птолемей отличался любознательностью и в силу телесной немощи постоянно искал новых развлечений и увеселений. Элиан утверждает, что Птолемея II образованнейшим человеком сделала болезнь. В его правление Египет часто вёл войны, но воевали полководцы и флотоводцы Птолемея. Лишь во время экспедиции вверх по Нилу Птолемей II сам отправился на войну.

## Имя
| G5 |

| G5 |

| V28 | E34 · N35 | A17 | q · W24 | Z9 · D40 |

| V28 | E34 · N35 | A17 | q · W24 | Z9 · D40 |

| G16 |

| G16 |

| G36 · D21 | F9 · F9 |

| G36 · D21 | F9 · F9 |

| G8 |

| G8 |

| S29 | N28 · D36 | N35 · O34 | M17 |

| S29 | N28 · D36 | N35 · O34 | M17 |

| nswt&bity |

| nswt&bity |

| C2 | C12 | F12 | O34 · D21 | D28 · Z1 | N35 · N36 |

| C2 | C12 | F12 | O34 · D21 | D28 · Z1 | N35 · N36 |

| C2 | C12 | F12 | O34 · D21 | D28 · Z1 | N35 · N36 |

| C2 | C12 | F12 | O34 · D21 | D28 · Z1 | N35 · N36 |

| C2 | C12 | F12 | O34 · D21 | D28 · Z1 | N35 · N36 |

| C2 | C12 | F12 | O34 · D21 | D28 · Z1 | N35 · N36 |

| C2 | C12 | F12 | O34 · D21 | D28 · Z1 | N35 · N36 |

| C2 | C12 | F12 | O34 · D21 | D28 · Z1 | N35 · N36 |

| C12 · C2 | N36 | F12 | D28 · Z1 |

| C12 · C2 | N36 | F12 | D28 · Z1 |

| C12 · C2 | N36 | F12 | D28 · Z1 |

| C12 · C2 | N36 | F12 | D28 · Z1 |

| C12 · C2 | N36 | F12 | D28 · Z1 |

| C12 · C2 | N36 | F12 | D28 · Z1 |

| C12 · C2 | N36 | F12 | D28 · Z1 |

| C12 · C2 | N36 | F12 | D28 · Z1 |

| N5 | F12 | D28 · Z1 | M17 | Y5 · N35 · N36 |

| N5 | F12 | D28 · Z1 | M17 | Y5 · N35 · N36 |

| N5 | F12 | D28 · Z1 | M17 | Y5 · N35 · N36 |

| N5 | F12 | D28 · Z1 | M17 | Y5 · N35 · N36 |

| N5 | F12 | D28 · Z1 | M17 | Y5 · N35 · N36 |

| N5 | F12 | D28 · Z1 | M17 | Y5 · N35 · N36 |

| N5 | F12 | D28 · Z1 | M17 | Y5 · N35 · N36 |

| N5 | F12 | D28 · Z1 | M17 | Y5 · N35 · N36 |

| M17 | Y5 · N35 · N36 | F12 | N5 · D28 |

| M17 | Y5 · N35 · N36 | F12 | N5 · D28 |

| M17 | Y5 · N35 · N36 | F12 | N5 · D28 |

| M17 | Y5 · N35 · N36 | F12 | N5 · D28 |

| M17 | Y5 · N35 · N36 | F12 | N5 · D28 |

| M17 | Y5 · N35 · N36 | F12 | N5 · D28 |

| M17 | Y5 · N35 · N36 | F12 | N5 · D28 |

| M17 | Y5 · N35 · N36 | F12 | N5 · D28 |

| G39 | N5 |

| G39 | N5 |

| Q3 · X1 | V4 | E23 · Aa15 | M17 · M17 | S29 |

| Q3 · X1 | V4 | E23 · Aa15 | M17 · M17 | S29 |

| Q3 · X1 | V4 | E23 · Aa15 | M17 · M17 | S29 |

| Q3 · X1 | V4 | E23 · Aa15 | M17 · M17 | S29 |

| Q3 · X1 | V4 | E23 · Aa15 | M17 · M17 | S29 |

| Q3 · X1 | V4 | E23 · Aa15 | M17 · M17 | S29 |

| Q3 · X1 | V4 | E23 · Aa15 | M17 · M17 | S29 |

| Q3 · X1 | V4 | E23 · Aa15 | M17 · M17 | S29 |

## Политическая обстановка в Восточном Средиземноморье в начале царствования Птолемея
Вскоре в роли главы государства Птолемей столкнулся с новыми потрясениями в странах Восточного Средиземноморья. В 281 году до н. э. два последних оставшихся в живых вождя из поколения Александра, оба старики за восемьдесят, Селевк и Лисимах, вступили в свою главную схватку. Лисимах пал, а между Селевком и верховной властью, которой обладал Александр, не осталось явных противников. Ситуация сложилась угрожающая для молодого Птолемея. Его единокровный брат Птолемей Керавн был на стороне Селевка, и, разумеется, Селевк мог поддержать его претензии на египетский трон. Затем, когда Птолемей Керавн убил Селевка у Дарданелл, всё вдруг погрузилось в неразбериху. Это облегчило положение египетского царя. Главной опасностью был Селевк, а теперь честолюбие Птолемея Керавна отвернулось от Египта и обратилось к Македонии. Арсиноя, вдова Лисимаха, сестра Птолемея II и неполнородная сестра Птолемея Керавна, всё ещё находилась в Македонии и решила обеспечить пустующий трон для своего малолетнего сына. Однако Керавн сумел превзойти её в коварстве и свирепости. Сначала он женился на ней, потом убил её ребёнка, сына Лисимаха. Арсиноя укрылась в самофракийском святилище. Но тут возникло новое и пугающее затруднение — вторжение толп галатов (галлов) из-за Балкан в Македонию, Грецию и Малую Азию. Птолемей Керавн погиб во время этого варварского нашествия (280 год до н. э.). В Македонии наступил период смуты, во время которого ещё один сын старого Птолемея Мелеагр два месяца сидел на царском троне, но затем снова сгинул во тьме. Антипатр, другой претендент на трон Македонии, занимавший его 45 дней, после свержения нашёл убежище в Александрии; там он был известен под прозвищем Этесий (ветер, который дует сорок пять дней). Наконец Антигону Гонату, как кажется, удалось заключить с Птолемеем какое-то соглашение о дружбе. Македонский царь крайне нуждался в условиях, которые могли бы способствовать укреплению его власти в Македонии; разорительная война с Египтом была бы пагубна для выполнения этой задачи. В свою очередь и Птолемей II не желал пока видеть в Македонии врага, считая для себя актуальными проблемы господства на Востоке. Только такими отношениями можно объяснить «подарок» Антигоном Птолемею 4000 галатов для несения военной службы в Египте.
В Малой Азии и Северной Сирии Антиох I, сын Селевка, сумел занять царский трон отца, хотя свою власть в Малой Азии он мог утвердить только в конфликте с другими новыми державами — местными княжествами, персидскими династиями, греческим государством с центром в Пергаме и кочевыми ордами галатов. В конце концов, после полувека сумятицы, последовавшей за смертью Александра, в Восточном Средиземноморье создалась относительно устойчивая группа держав — в Македонии правила династия Антигона; в Северной Сирии, большей части Малой Азии, Месопотамии, Вавилонии и Персии — династия Селевка; в других частях Малой Азии — новые местные династии; в Египте, Палестине, Кирене и на Кипре — династия Птолемея. В самой Греции, на островах и побережье Эгейского моря, Босфора и Чёрного моря старые греческие полисы по-прежнему сохраняли ту или иную степень свободы в зависимости от обстоятельств, которые давали им возможность отсрочить необходимость подчиниться какой-либо монархической державе.
Между всеми этими государствами велись активные политические и военные действия на протяжении всего правления Птолемея II. Эллинистический Египет находился в расцвете силы и славы. Однако исторические источники, которые могли бы поведать нам о том, что сделал этот царь, его военачальники и послы, не сохранились. Лишь по отрывочным упоминаниям в сочинениях более поздних авторов, случайным ссылкам и нескольким единичным надписям мы можем попытаться описать происходившие в то время события.

## Женитьба на сестре Арсиное
Из-за честолюбивого стремления Птолемеев расширить свои владения за пределы Египта до некоторых районов Азии, обладать господством на море и успешно вмешиваться в политику греческого мира они не смогли остаться не втянутыми в иностранные дела. Некоторое время, между 279 и 269 годами до н. э. политикой александрийского двора управляла более сильная воля, чем та которой обладал Птолемей II. Его сестра Арсиноя, лишившись малейших перспектив стать царицей Македонии, прибыла в Египет, возможно с чёткими намерениями стать царицей в доме отца. В Египте уже была царица, другая Арсиноя, дочь Лисимаха и жена Птолемея II. Однако это не было препятствием для такой властной и умной женщины, как Арсиноя, дочери Птолемея I, прошедшей великолепную школу интриг при дворе Лисимаха. Она ещё в Македонии, за несколько лет до того, смела со своего пути Агафокла, вынудив отца убить его по ложному обвинению. Другая Арсиноя успела родить мужу трёх детей — двух сыновей, Птолемея и Лисимаха, и дочь Беренику. Теперь её обвинили в заговоре и покушении на жизнь супруга. Двое из её предполагаемых соучастников — некий Аминта и родосец по имени Хрисипп, её врач, были преданы смерти, а сама царица — изгнана в верхнеегипетский Коптос (там сохранилась поминальная стела египтянина Сеннухруда, где он рассказывает, что был её слугой и для неё перестроил и украсил святилище).
Избавившись таким образом от Арсинои, дочери Лисимаха, Арсиноя, дочь Птолемея I, взяла в мужья своего брата и стала египетской царицей. Брак единокровных брата и сестры раньше был чем-то неслыханным в греческом мире, хотя и довольно обычным среди египтян и согласным с фараоновской традицией. Многие были шокированы. Арсиное в то время было около сорока; в любом случае она была лет на восемь старше своего брата-мужа. Грек Сотад, знаменитый в то время автор неприличных стихов, в грубых выражениях отозвался об этом браке как об инцесте. Согласно одному из фрагментов сочинения Афинея, поэт бежал из Александрии сразу же после того, как прочитал свои стихи, но был схвачен флотоводцем царя Патроклом у карийского побережья и брошен в море в свинцовом гробу.
Арсиноя приняла, или ей было дано прозвище Филадельфия («Любящая брата»). Вероятно, она уже не надеялась родить ещё детей и, скорее всего, усыновила детей мужа от другой Арсинои. По-видимому, греческий мир понимал, что курс, которого отныне придерживается египетский двор в международной политике, направляла твёрдая рука Арсинои Филадельфии. Что думал обо всём этом сам Птолемей, никто никогда не узнает. После смерти Арсинои он всячески выражал ей свою преданность, но это мало что доказывает. Даже если он не испытывал любовных чувств к сестре, он мог искренне оплакивать потерю её мощного руководящего ума. Возможно, что брачный союз Арсинои и Птолемея II был нужен не только Арсиное, но и самому царю Египта, рассчитывавшему посредством этого брака приобрести «законные» права на наследие Лисимаха — на те громадные территории, где Арсиноя когда-то была неограниченной владычицей.
Если руководствоваться кратким изложением событий, содержащимся в труде Павсания, то именно при крутом режиме Арсинои Филадельфии неудобные члены царской семьи стали устраняться. Брат Птолемея Аргей был предан смерти по обвинению в заговоре против царя. Когда всем распоряжалась Арсиноя, никто не знал, соответствовали обвинения истине или были сфабрикованны. Потом другой сводный брат, сын Эвридики (имени его нам не сообщают) был обвинён в разжигании беспорядков на Кипре и казнён. Деметрий Фалерский, старый советник Птолемея I Сотера, после смерти последнего, также впал в немилость и был заключён под стражу, впредь до выяснения и особого решения. Причиной этого послужило то, что он в своё время советовал Птолемею Лагу отдать престол в руки своего старшего сына Птолемея Керавна. Так он и доживал жизнь в упадке душевных сил, пока во время сна его не укусила в руку ядовитая змея и он не испустил дух.

## Первая Сирийская война

### Первые успехи
Великие опасности и бедствия, постигшие Грецию и Малую Азию, почти вовсе не коснулись Египта. В начале своего правления Птолемей II обратил все силы к тому, чтобы трудности соперников употребить на пользу Египта. Ещё с 301 года до н. э. Египет претендовал на Келесирию, с её богатыми городами и важным стратегическим положением.
Но здесь Птолемеи встретились с непреклонной решимостью Селевкидов удержать Келесирию за собой. Поэтому только ослабление позиций Антиоха Сотера на международной арене в первые годы его правления позволяет предположить, что и в Келесирии егитяне имели возможность усилиться. Вероятно, весной 276 года до н. э. дело дошло до настоящей войны, когда Птолемей, согласно вавилонской клинописной надписи, вторгся в Сирию. Современные историки назвали её «Первой Сирийской войной». Её историю составить невозможно. Неясный луч света лишь выхватывает отдельные фрагменты тут и там. Павсаний коротко сообщает: «Птолемей отправил ко всем народам, над которыми властвовал Антиох [своих людей, чтобы они] как грабители прошли через земли более слабых, тех же, которые были более сильными, он хотел задержать военными действиями, чтобы тем помешать походу Антиоха против Египта». В нашем распоряжении, к сожалению, есть только два современных тому времени упоминания о действиях, предпринятых Птолемеем: одна иероглифическая надпись из Саиса, в основном состоящая из традиционных фраз, унаследованных ещё со времён фараоновских вторжений в Азию, а другое — отрывок из поэмы Феокрита, сочинённой ради того, чтобы заслужить благосклонность в Александрии.
В стеле, установленной жрецами в Саисе, сказано, что Птолемей «взял дань с городов Азии», что он наказал кочевников Азии, отрезал множество голов и пролил потоки крови, что враги напрасно выстраивали против него неисчислимые боевые корабли, конницу и колесницы, «многочисленнее тех, которыми владеют князья Аравии и Финикии», что он отметил свой триумф празднествами и что венец Египта крепко возлежал на его голове. Чем бы не обернулись военные действия за границами Египта, жрецы всё равно описывали бы их примерно в таких же выражениях. А Феокрит, превознося величие Египта, в своей 17-й идиллии пишет следующее: «Да, он отрезает себе части Финикии, Аравии, Сирии, Ливии и чёрной Эфиопии. Он отдаёт приказы всем памфилянам, киликийским копейщикам, ликийцам и воинственным карийцам и Кикладским островам, ведь его корабли лучшие из тех, что плавают по водам, да, Птолемей царствует над всеми морями и землёй и шумными реками».
Из панегирика греческого поэта можно получить чуть больше информации, чем из стелы египетских жрецов. Когда Феокрит упоминает народы побережья Малой Азии и Эгейских островов как подчинённые Птолемею, это действительно должно означать, что военные действия египетского флота оказались успешными и многие приморские города Киликии, Памфилии, Ликии и Карии были вынуждены признать власть Птолемея. Это были завоевания Птолемея II в регионе, где действующие с моря египетские силы могли встретиться с войсками Селевкидов, наступающими из внутренних районов. С другой стороны, верховенство Птолемея над конфедерацией Киклад не было чем то новым; второй Птолемей унаследовал её от отца; только вступление Самоса в лигу около 280 года до н. э. означало расширение господства Птолемея на море. Но это расширение египетского господства проходило не без борьбы. Например, Стефан Византийский говорит о какой-то борьбе, которую цари Понтийской Каппадокии Митридат и Ариобарзан с помощью галатских наёмников вели против египтян; сразившись с египтянами, понтийские цари одержали победу, гнали врагов до самого моря и захватили в качестве трофея якоря кораблей. Не исключено, что в данном случае Митридат и Ариобарзан действовали как союзники Антиоха.
Непонятным является молчание Феокрита о египетском господстве в Ионии в конце 270-х годов до н. э. Трудно представить, что Египет не пытался овладеть этой областью Малой Азии, одной из богатейших частей бывшей державы Лисимаха. Милет, тогда ещё значительный порт на побережье Малой Азии, видимо, перешёл под власть Птолемея ещё до Первой Сирийской войны, в 279—278 годах до н. э. В святилище Дидимы, расположенного по соседству, стояла статуя сестры Птолемея Филотеры, воздвигнутая милетским демосом. О том, что Египет претендовал на господство в Ионии, свидетельствует и письмо Птолемея II в Милет с изложением многих благ и привилегий, даруемых милетянам египетским царём: «Также и теперь, поскольку вы охраняете твёрдо наш город и нашу дружбу и союз, — ибо мой сын и Калликрат (командующий флотом в Эгейском море в примерно с 274 по 266 год до н. э.) и другие друзья написали мне о той демонстрации доброй воли, которую вы проявили ко мне, — мы зная это, ценим вас высоко и будем стремиться отплатить вашему народу благодеяниями …». Селевкиды и их союзники предприняли, вероятно, какие-то контрмеры в Ионии, с целью не допустить здесь укрепления позиций египтян.
Кажется, что Птолемею удалось прочно овладеть и Финикией. В Сидоне Птолемей посадил на царский трон своего главного флотоводца, видимо, эллинизированного финикийца Филокла. На Делосе этот Филокл устраивал пышные празднества — Птолемайеи. Имеется случайное упоминание у Полиэна о взятии Кавна полководцем Птолемея Филоклом.

«Филокл, стратег Птолемея, расположился лагерем у Кавна и, подкупив деньгами ситофилаков (смотрителями за раздачей хлеба), сделал их своими соучастниками. И они в городе возвестили, что будут выдавать воинам хлеб; те же, оставив охрану стен, стали для себя отмеривать хлеб. Филокл, в то самое время напав на лишённый охраны город, захватили его».— 
Тир, который из-за павших на него в последние шестьдесят лет бедствий дошёл до того, что попал в зависимость к Сидону, в 274—273 годах до н. э. начинает новую эпоху в качестве независимого города, что свидетельствует о некоторых переменах, произошедших вследствие финикийской политики Птолемея, во время Первой сирийской войны. Птолемей захватил Триполи в 258—257 годах до н. э.

### Ответный удар Антиоха I
О военных действиях Антиоха свидетельствует «Вавилонская клинописная хроника», где под 36 годом Селевкидской эры (275/274 год до н. э.) обозначено следующее: «В этом году царь оставил свой двор, свою жену и сына в Сардах (Sapardu), чтобы обеспечить прочную защиту. Он явился в провинцию Эбирнари (Заречье, то есть Сирия) и пошёл против египетской армии, которая стояла лагерем в Эбирнари. Египетская армия спаслась бегством от него (?). В месяце адар 24 числа правитель Аккада отправил в Эбирнари к царю много серебра, тканей, мебели и машин из Вавилонии и Селевкии, царского города, и 20 слонов, которых правитель Бактрии послал к царю. В этом месяце мобилизовал главнокомандующий войска царя, которые были размещены в Аккаде, и пошёл к царю в месяце нисан на помощь в Эбирнари…». Итак, главные военные столкновения Антиоха с Птолемеем произошли в весенние месяцы 274 года до н. э. и, кажется, окончились победой Антиоха. Успехи Антиоха I в Сирии, возможно, нe ограничивались описанной в хронике операцией. Вероятно, тогда же Антиох внезапно захватил Дамаск, занятый египтянами под начальством стратега Диона.

«Антиох, желая захватить Дамаск, который защищал стратег Птолемея Дион, объявил войску и всей области об отмечании персидского праздника, приказав всем своим подданным сделать приготовления к большому пиршеству. Поскольку Антиох со всеми и повсеместно праздновал, то и Дион, узнав о размахе празднества, ослабил бдительность охраны города. Антиох же, повелев взять сухой паёк на четыре дня, повёл войско через пустыню и горными тропами и, неожиданно появившись, взял Дамаск, так как Дион не сумел оказать сопротивление внезапно явившемуся Антиоху».
В Египте явно опасались нападения. На Пифомской стеле сообщается, что в месяце хатире 12 года своего правления (ноябрь 274 года до н. э.) Птолемей II явился в Геронополь на Суэцком перешейке «со своею женою (она же и сестра его) для защиты Египта от чужестранцев». Может быть, из этой надписи следует, что ожидалось вторжение войск Антиоха в Египет, и присутствие Птолемея и Арсинои потребовалось, чтобы организовать оборону.

### Угроза из Киренаики
Неприятности, в которые ввязался Египет из-за сирийской войны, усугубились из-за нового восстания в Киренаике.
Брат Птолемея II по матери Магас, получивший благодаря Беренике наместничество в Кирене ещё в 308 году до н. э., объявил себя независимым и предпринял наступление на Египет (лето 274 года до н. э.). Он захватил Параитонион, дошёл до Хиоса, примерно в 50 километрах от Александрии. Однако здесь Маг получил известие, что у него в тылу восстало ливийское кочевое племя мармаридов. Киренский правитель повернул назад. Пытаясь преследовать его, Птолемей II неожиданно оказался в том же положении, что и его незадачливый противник: в Египте подняли мятеж против Птолемея 4000 галатов, присланных Антигоном. Цели восставших галатов не совсем ясны: в одних источниках сообщается, что они хотели захватить Египет, в других — что они просто собирались ограбить египетскую казну.
По своём возвращении Птолемей II сурово наказал их; галатов удалось загнать на пустынный остров в дельте Нила, отрезать от внешнего мира и бросить умирать голодной смертью. Какую роль сыграл во всём этом невоинственный царь, нам не известно, но позднее придворный поэт Феокрит смог только это единственное предприятие приписать второму Птолемею в качестве блестящего военного подвига.
Маг же женился на дочери Антиоха I Апаме и поменял титул наместника на титул царя. Это означало заключение военного союза между Магом и Селевкидами против Птолемея.

### Конец Первой Сирийской войны
Конец войны нам абсолютно неизвестен. Она завершилась не позднее написания Феокритом своей 17 идиллии, то есть либо в 273, либо в 272 годах до н. э. Трудно оценить и общие итоги войны. Успехи Селевкидов весьма вероятны, но говорить об их победе едва ли можно. Скорее всего, в результате продолжительных военных действий было достигнуто примирение с изрядной долей компромисса с обеих сторон. На решение Антиоха могла повлиять эпидемия чумы, которая, видимо, в то время поразила Вавилонию.

## Смерть Арсинои и обожествление брата и сестры
В июле 269 года до н. э. Арсиноя Филадельфия умерла. В иероглифической надписи типичным языком жрецов сказано, что в месяц пахон пятнадцатого года царя Птолемея «богиня отправилась на небеса, она воссоединилась с членами Ра». Арсиноя была той силой, искать расположения которой многие в то время считали благоразумным. Никакой другой царице не возводилось такого количества памятников в разных частях греческого мира. В честь её стояли статуи в Афинах и Олимпии. Почести, оказанные ей в Самофракии и Беотии, где есть город Арсиноя, могли быть оказаны ей ещё при жизни, когда она была царицей Фракии. По-видимому, в греческих Феспиях была её статуя в виде фигуры, сидящей на страусе. Сохранились сделанные в исполнение обета надписи в её честь из Делоса, Аморгоса, Феры, Лесбоса, Кирены, Оропа и многих другие. В Египте найдены многочисленные посвящения Арсиное, и это лишь официальная часть множества исключительных почестей, которые супруг нагромождал вокруг её. Хотя Арсиноя и не была соправительницей в том смысле, в каком были позднейшие царицы, во всех титулах она была связана с царём. Египетские жрецы даже приписывали ей тронное имя вдобавок к обычному картушу (Пифомская надпись), оказывая царице довольно редкую честь. Сохранилось много монет только с её изображением, как и монет с изображением Арсинои вместе с братом-царём как богов Адельфов («Брата и сестры»). Она была обожествлена вместе с ним и со временем объявлена «почитаемой в том же храме», что и боги великих святилищ всего Египта. В «Арсиноеме», храме Арсинои в Александрии, стояла её статуя из топаза высотой почти 2 метра (4 локтя), а на храмовой территории находился древний фараоновский обелиск, который Птолемей специально привёз из каменоломни, где тот лежал со времён Нектанеба. О статуе брата и сестры, стоявшей вблизи театра Одеона в Афинах, упоминает Павсаний.
Также при Птолемее II Филадельфе были обожествлены его родители и основан их культ. Они стали известны под именем Богов Спасителей. В честь обожествлённого Птолемея Сотера в Александрии проводилось празднество с играми — Птолемеи — каждые четыре года. Вероятно, впервые оно было учреждено в июне или июле 278 года до н. э., в четвёртую годовщину со дня смерти первого Птолемея. Знаменитое описание праздничной процессии в Александрии, сделанное Калликсеном, почти наверняка относится ко второму празднеству в 274 году до н. э.
Схолиаст сообщает, что Птолемей также учредил культ своей второй сестры Филотеры, но маловероятно, что он имел такую же важность, поскольку никогда не использовался при официальной датировке документов.

## Размышления о наследнике
По смерти Арсинои правление Птолемея входит в новую эпоху. Примерно через два с половиной года (впервые упоминается от 26 января 266 года до н. э.) в источниках появляется молодой Птолемей, «сын» Птолемея II, который становится соправителем отца. Можно было бы уверенно сказать, что это его сын от другой Арсинои будущий царь Птолемей Эвергет, если бы не случилось так, что имя этого молодого соправителя пропало из документов примерно между маем и ноябрём 258 года до н. э. Отсюда возникает проблема, которая до сих пор вызывает разногласия среди историков. Высказывались разные гипотезы:
- значащийся в папирусах соправитель — неизвестный сын Птолемея II и Арсинои Филадельфии, умерший в 258 году до н. э. Однако это прямо противоречит комментариям к идиллиям Феокрита, где говорится, что Арсиноя Филадельфия не имела детей от Птолемея и усыновила детей другой Арсинои, и это подтверждается письменными источниками, составленными в период правления Птолемея III, который, хотя, безусловно, был сыном другой Арсинои, всегда назывался сыном богов Адельфов («Брата и сестры»).
- соправитель был сыном Арсинои Филадельфии от её первого мужа Лисимаха. Он бежал вместе с матерью, когда её другой сын был убит Птолемеем Керавном, прибыл вместе с ней в Египет и был усыновлён Птолемеем II как наследник. А исчез он в 259—258 годах до н. э., так как умер. Но она тоже совершенно несовместима с утверждением схолиаста, и даже при всей фрагментарности наших источников едва ли можно помыслить, что столь поразительное событие, как назначение сына Лисимаха наследником египетского трона, никак не было упомянуто ни у одного античного автора.
- соправитель был будущим Птолемеем III и его исчезновение в 259—258 годах до н. э. из источников произошло по какой-то неизвестной причине. Возможно, что он оставил Египет и поселился в Кирене в качестве наместника. Однако на это можно возразить, что годы царствования Птолемея III впоследствии отсчитывались с ноября 247 годах до н. э., когда он, согласно этой версии, во второй раз занимал трон вместе с отцом, хотя на примере самого Птолемея II можно было бы ожидать, что годы царствования стали бы отсчитываться со времени его первого вступления на трон.
- соправитель 266—258 годов до н. э. был старшим братом Птолемея III Эвергета, сыном Птолемея II от Арсинои I, но умер он в 258 году до н. э. и соответственно не оставил следа в истории. Кажется, эта теория вызывает меньше всего возражений и является наиболее простым объяснением. Из любой теории, согласно которой соправитель царя — сын Арсинои II (хоть от Лисимаха, хоть от Птолемея) вытекают абсурдные следствия. В самом деле, мы вынуждены предположить, что, хотя Арсиноя II до самой смерти пыталась изгнать сына Птолемея II и Арсинои I с трона в пользу своего сына и хотя в течение одиннадцати лет после её смерти Эвергет оставался отлучённым от трона из-за махинаций мачехи, он тем не менее, взойдя на престол, всегда официально называл себя сыном этой мачехи, а не своей настоящей матери! Ибо то, что он действительно всегда официально называл себя сыном Птолемея II и Арсинои II («Богов Брата и Сестры»), — это единственный установленный факт среди всех этих неопределённостей. Даже если бы Арсиноя II усыновила бы детей Арсинои I и поддерживала бы их положение при дворе, в то время как она постоянно пыталась отодвинуть их (истинных наследников) от трона ради собственного сына (который, если его отцом был Лисимах, не имел оснований претендовать на египетское наследство), это совершенно не похоже на Арсиною Филадельфию! Единственная гипотеза, разумно объясняющая действия Эвергета, называвшего себя сыном «Богов Брата и Сестры», состоит в том, что он действительно был усыновлён (как, по словам схолиаста, и все дети Арсинои I) Арсиноей II и что Арсиноя II не делала ни каких попыток отстранить его от наследства. Однако никакие хронологические затруднения не мешают предположить, что у Арсинои I был ещё один сын старше Эвергета, усыновлённый, как и остальные дети, Арсиноей II, который и стал соправителем своего отца с 266 по 258 год до н. э., что он затем преждевременно умер и оставил своего брата Птолемея Эвергета следующим наследником, чтобы тот, в свою очередь, стал соправителем отца в 247 году до н. э.[42]

## Хремонидова война

### Вступление Птолемея в войну
Следующая война, в которой участвовал Египет, называется Хремонидовой войной по имени афинянина Хремонида, который возглавил бунт Греции против Македонии. На этот раз противником Птолемея была династия Антигона в лице царя Македонии Антигона Гоната. Многие древние прославленные города Греции вступили в антимакедонский союз, во главе которого встали Афины и Спарта, увидевшие возможность вернуть утраченную век назад свободу. К этому союзу присоединился и Птолемей. В декрете Хремонида, в связи с перечислением всех участников антимакедонской коалиции, сказано, что «царь Птолемей, согласно с направлением предков и сестры… радеет об общей свободе эллинов». Даже после её смерти разум Арсинои продолжал управлять Александрийским двором. Не получив никаких определённых результатов в I Сирийской войне, Птолемей II перенёс центр тяжести борьбы за возрождение державы Лисимаха в Грецию.

### Ход военных действий
Войну начали Афины, сбросившие македонское иго (в конце 266 года до н. э.). Безусловно, греки питали большие надежды, рассчитывая на поддержку Египта, чей флот господствовал в Эгейском море. Дальнейший ход событий воспроизводится из кратких повествований Павсания и Юстина, а также из других разрозненных источников. Павсаний сообщает, что «Антигон, сын Деметрия, двинулся походом на Афины и с пешим войском и с флотом… На помощь афинянам прибыл из Египта Патрокл… выступили и лакедемоняне всенародным ополчением, поручив главное командование царю Арею. Но Антигон самым тесным кольцом окружил Афины, так что союзным с афинянами силам не было никакой возможности войти в город». Таким образом Антигон осадил Афины и сдерживал спартанцев на Истме. И всё это время египетский флот под началом египетского флотоводца Патрокла плавал у островка, позднее названного островом Патрокла, неподалёку от побережья Аттики и не делал ничего полезного. Патрокл, сам по происхождению македонец, оправдывал себя, говоря, что его морские войска были набраны из одних урождённых египтян и им-де неудобно сражаться в качестве пехоты. Возможно, однако, что египтяне высадились на восточном берегу Аттики, на полуострове Корони, где найдены остатки временных оборонительных стен, утварь и множество монет Птолемея II. Поэтому Павсаний весьма скептически оценивает вклад Птолемея II в Хремонидову войну: «Этот Птолемей … послал флот на помощь афинянам против Антигона и македонян, но это не принесло большой пользы афинянам в деле спасения». Не была успешной и тактика спартанцев, расположившихся под Коринфом и пытавшихся пробиться через истмийские заграждения. В столь критический для антимакедонской коалиции момент в Мегарах подняли мятеж против Антигона Гоната наёмные отряды галатов, стоявшие здесь гарнизоном. Был ли мятеж результатом собственной инициативы галатов, или он был инспирирован спартанцами и египтянами, неизвестно. Однако выгода новой ситуации для врагов Македонии вполне очевидна. Антигону пришлось принять срочные меры для исправления положения. Македонский царь, по словам Юстина, «оставив небольшой отряд в якобы укреплённом лагере для защиты от прочих врагов, …с главными силами выступил против галатов». Ход битвы Антигона с варварами не излагается, и лишь в конце сообщено с известными преувеличениями: «Галаты были изрублены все до одного». Известно, что каких-то галатов направил к Антигону Антиох I. Были ли они теми же самыми галатами, которые восстали в Мегарах, или это был совсем другой контингент, сказать трудно. Во всяком случае, из эпиграммы в честь вождя галатов Брикко очевидно, что он героически сражался с Ареем и, кажется, был верен Антигону.

### Выход Египта из войны
Победа Антигона Гоната над галатами внесла замешательство в ряды его противников. Патрокл повёл переговоры с Ареем и пытался «побуждать лакедемонян и Арея начать битву против Антигона». Арей очень холодно отнёсся к этим предложениям. Он «считал, что надо беречь храбрость воинов для своих собственных интересов, а не расточать её так нерасчётливо для чужих». Но, не желая ссорится с египтянами Арей отвёл своё войско под предлогом, что у него кончилось продовольствие. Патрокл также отплыл со своим флотом из аттических вод и с тех пор до конца войны египтяне, кажется, не появлялись в Греции. Результаты раскопок на полуострове Корони показывают, что отход египтян напоминал скорее бегство побеждённых. «Птолемей и спартанцы, — пишет Юстин, — уклоняясь от встречи с победоносным вражеским войском, отступили в более безопасные местности».

### Победа Македонии
Возможно, вторжение в Македонию Александра Эпирского, сына и наследника Пирра, в тот момент было успехом дипломатии Птолемеев; но если и так, то этот успех не принёс никакой пользы, поскольку египетские силы оказались не способными им воспользоваться. Антигону удалось вернуть Македонию и разгромить Эпир, не снимая осады с Афин. Царь Спарты, пытавшийся прорваться на помощь Афинам, пал на поле боя. В конце концов Афинам пришлось сдаться (261 год до н. э.). Хремонид и его брат Главкон укрылись в Египте. Хремонидова война самым жалким образом продемонстрировала несостоятельность, нерешительность или некомпетентность Птолемея. Следствием Хремонидовой войны была утрата Египтом того влиятельного положения, какое он занимал раньше на Эгейском море, и значительное усиление Македонии. Тотчас после подписания мира была создана антиегипетская коалиция, куда вошли Антигон Гонат, Антиох II и Родос.
Не без участия Египта развилась и борьба между городами на Крите. Может быть, Египет и Спарта выступили на Крите как сообщники, а на их стороне стояли такие города, как Фаласарна, Полириния (Полиррения), Аптера, Гортина. Птолемей прочно удерживал власть над Критом, где особо тесные связи у него были, видимо, с городом Итаном. Патрокл упоминается в надписи как стратег острова.

## Война за морское превосходство

### Битва при Косе/Андросе
Годы, прошедшие между Хремонидовой войной и восшествием Антиоха III на селевкидский трон в 223 году до н. э., — один из самых неясных периодов греческой истории, так как не сохранилось ни одного исторического сочинения, которое говорило бы о них, и мы можем лишь по кусочкам составить некоторую общую картину происходившего из случайных упоминаний у более поздних авторов и нескольких неофициальных надписей и папирусов. В регионе Эгейского моря самым выдающимся событием лет, последовавших сразу же после Хремонидовой войны, стала борьба между Египтом и Македонией за превосходство на море. Интересен исторический анекдот приведённый в связи с этим Афинеем:

«Небезызвестен мне и рассказ Филарха о громадных рыбах и зеленых смоквах, которые как загадку послал царю Антигону полководец Птолемея Патрокл. Патрокл послал смоквы и рыб, как пишет о том в третьей книге „Истории“ Филарх. Царю доставили их за выпивкой, и все вокруг смутились от таких даров, однако Антигон рассмеялся и сказал друзьям, что ему всё понятно: или владейте морем, говорит Патрокл, или грызите зеленые смоквы (пищу нищих)».
Известно, что имели место два крупных морских сражения — битвы у Коса и Андроса — и что в первой из них Антигон Гонат разгромил египетский флот. Кроме того, произошла морская битва у Эфеса, в которой египетский флот под началом Хремонида был разгромлен родосским флотом; предположительно, Родос состоял в союзе с Македонией. Но кто бился у Андроса, Антигон Гонат или его племянник Антигон Досон, и кто был царём Египта, когда произошли обе битвы, Птолемей II или Птолемей III, чем была битва при Андросе для Египта: поражением или победой — и когда произошла битва при Эфесе — все эти вопросы, по которым нет общего мнения.
Главным источником сведений об этих битвах является Плутарх. Он трижды, в разных произведениях, рассказывает одну и ту же историю: накануне морской битвы некий младший военачальник спросил Антигона: «Разве ты не видишь, что вражеский флот сильнее?» — на что Антигон, якобы, хвастливо ответил: «А за сколько кораблей ты считаешь меня?» Изложение Плутарха во всех трёх вариантах этой истории имеет отличия, ведущие к путанице, противоречиям и породившие немало гипотез. Так, в одном рассказе Плутарх говорит, что битва состоялась при Косе, в другом, что она состоялась при Андросе; в третьем вообще место сражения не указано. Имя царя также преподносится на разный манер: то он Антигон Второй, то просто Антигон, то Антигон Старик. Довольно странную историю, относящуюся к битве при Косе, рассказывает и Афиней: Антигон после победы над полководцами Птолемея у мыса Левколла на Косе, пожертвовал здесь свой флагманский корабль Аполлону. В 27-м прологе Помпея Трога мельком сказано, что «Антигон победил Софрона при Андросе в моском бою». Наконец, у Диогена Лаэрского тоже говорится о какой то морской победе Антигона Гоната, но не названо место битвы.
Опираясь на эти отрывочные сведения, можно предположить, что было не две битвы, а только одна — в водах между рядом лежащими островами Андросом и Кеосом. «Кос» — ошибка переписчиков рукописей. Кроме того, на Косе нет никакого мыса Левколла и поклонялись здесь в древности не Аполлону, а Асклепию. В самом деле, повторение одной и той же истории у Плутарха применительно и к битве у Коса и к битве у Андроса далеко не случайно: оно может только свидетельствовать, что имела место одна битва, а не две. К тому же совершенно фантастично чтобы слабый македонский флот мог без всяких препятствий пересечь всё Эгейское море, достичь Коса и здесь суметь дать решающее сражение мощной египетской эскадре; напротив, битва в водах Андроса и Кеоса, лежащих поблизости от Аттики, как раз наиболее вероятна.
По поводу времени этой морской битвы — то более всего предпочтительнее датировать её 260 годом до н. э., что косвенно обосновывается данными одного исторического анекдота Плутарха. В этом анекдоте мы читаем, что сельдерей, растение истмийского венка, сам собой пророс из корпуса флагманского корабля Антигона, за что корабль получил название «Истмия». Наиболее вероятно, что это тот же самый корабль который Антигон пожертвовал Аполлону; из этого можно сделать вывод, что битва состоялась во время Истмийских игр, происходивших один раз в два года. Так как до осени 262 года до н. э. Афины, видимо, ещё были не взяты Антигоном, а около 259 года до н. э. Деметрий Красивый из Македонии совершенно беспрепятственно добрался до Кирены, что вряд ли он мог бы легко сделать, если бы флот египтян ещё владычествовал над морем, то сам собой напрашивается вывод — морское сражение, в котором египтяне потерпели сокрушительное поражение, произошло весной 260 года до н. э. во время Истмийских игр.

### «Сын» царя
Найден египетский папирус содержащий фрагменты какой-то птолемеевской хроники, один из разделов которой был озаглавлен так: «Жизнь Птолемея, по прозванию Андромаха». Папирус сохранился плохо, но всё-таки можно разобрать, примерно, следующее: «…И сражался на море… Андроса… Став жертвой заговора от… в Эфесе был зарезан… по злому умыслу…» Самым любопытным в этом тексте явилось совпадение его содержания с одним сообщением Афинея; согласно последнему, Птолемей, сын Филадельфа, командовал в Эфесе, но против него злоумышляли наёмники-фракийцы, от которых он бежал в храм Артемиды, где и был зарезан вместе со своей любовницей. Этот же сын, видимо, назван и в упоминаемой выше надписи из Милета.
Одни историки видят в нём сына Лисимаха и Арсинои Филадельфии, усыновлённого царём Птолемеем. Якобы он с помощью египетского флота был должен отвоеваить владения своего отца Лисимаха и стать там царём, подвластным Египту. Он участвовал в битве при Андросе, за что и получил, вероятно, прозвище «Андромах». Тут Птолемей Андромах стал свидетелем гибели своих замыслов и целей, поскольку египетский флот потерпел поражение, Антигон Гонат обрёл господство на море, и всякие надежды на ниспровержение его могущества рухнули. Именно в такой обстановке, видимо, произошёл его разрыв с приёмным отцом, поставивший его перед необходимостью объявить себя независимым правителем Ионии. В конце концов он был убит в Эфесе фракийскими наёмниками. Другие учёные видят в нём сына-соправителя Птолемея Филадельфа от его первой жены Арсинои I, старшего брата Птолемея Эвергета, чья смерть в Эфесе объясняет почему он исчез из египетских источников в 258 году до н. э. Возможен и третий вариант: Птолемей Андромах, сын Лисимаха и сын-соправитель Птолемея Филадельфа были разными людьми, носящими одно имя, и просто так совпало, что умерли они приблизительно в одно время. Крис Беннетт считал данного Птолемея сыном Птолемея II Филадельфа от его наложницы Блистихи и он был отличен от Птолемея «Сына» и Птолемея сына Лисимаха.

### События в Киренаике
К несчастью для Птолемея Филадельфа в эти годы процарствовав пятьдесят лет умер Маг, старый, необыкновенно ожиревший правитель Кирены. С ним у египетского царя сложились отношения, вполне устраивавшие прежде всего египтян. Перед смертью он договорился со своим единокровным братом царём Египта, что его дочь и наследница Береника выйдет замуж за сына Птолемея, престонаследника Египта. Это мог быть удачный способ воссоединить Кирену и Египет. Вдова Мага Апама, настроенная антиегипетски, нашла подходящий повод, чтобы порвать с Птолемеем Филадельфом: она отказала его сыну в чести быть мужем Береники. Тем самым Кирена стала вновь в позицию открытой вражды к Египту. В поисках союзников Апама обратилась прежде всего к Македонии, которая только что успешно воевала с державой Птолемеев на море. Юстин рассказывает, что Апама предложила Беренику в жены Деметрию, по прозвищу Красивый, неполнородному брату Антигона Гоната. Деметрий, сын неполнородной сестры Птолемея Птолемаиды, спешно примчался в Кирену, был здесь обласкан и, кажется, провозглашён царём. Согласно Евсевию, Деметрий не терял времени даром: он много воевал в Кирене и «всю Ливию захватил». Вряд ли его врагами были только ливийские кочевники; скорее всего, у Евсевия подразумевается непосредственно война Деметрия с египтянами. Македонии было крайне выгодно закрепиться в Киренаике и нанести Египту такие удары, которые могли для него оказаться смертельными. Деметрию сопутствовал несомненный успех; и, видимо, это заставило Птолемея Филадельфа изменить тактику. Юстин изображает дальнейшие события таким образом: «Однако, уверенный в своей красоте, которая больше, чем следует, начала нравится его будущей тёще, он (Деметрий), гордый от природы, стал слишком надменно вести себя по отношению к царской семье и войску, и притом старался понравиться не столько девушке, сколько её матери. Это показалось подозрительным сначала самой девушке, потом населению и солдатам и вызвало ненависть к нему. Поэтому всеобщее мнение склонилось в пользу сына Птолемея, а против Деметрия составился заговор». Во время мятежа, который, якобы, возглавила сама юная Береника, Деметрий был убит в спальне Апамы (259/258 год до н. э.), а самой вдове Мага, по настоянию Береники, мятежники сохранили жизнь.
Ниспровергнув македонское влияние в Кирене, Птолемей Филадельф спас своё государство от прямой угрозы с запада, но Кирена ещё долго оставалась непокорной. Сначала её жители призвали для наведения у себя порядка этолийца Ликона, но стали жертвами его тирании. Потом сюда из Греции в 251 или 250 году до н. э. прибыли философы, приверженцы платоновской школы Экдем и Демофан, пытавшиеся дать стране новое законодательство. Города Киренаики стали изображаться на монетах как республиканский союз. Сколько продержался союз и что тем временем происходило с юной царицей — покрыто мраком. Все эти смуты кончились подчинением Кирены Египту, но это случилось не ранее, как через 10—12 лет после смерти Деметрия Красивого. В надписи из Адулиса «Ливия» названа одной из унаследованных, а не завоёванных Птолемеем III Эвергетом стран. Может быть, именно после покорения Киренаики три керенских города получили новые названия: Евгеспериды стали Береникой, Тавхира — Арсиноей, а Барка — Птолемаидой. Хотя, видимо, Береника в какой то степени и до этого признавала Египет своим «сюзереном», на что могут указывать монеты с изображением Береники без покрывала — то есть в виде девственницы — относящиеся к тому периоду. На них значатся имена царя Птолемея и царицы Береники. После подчинения Кирены состоялся брак Береники с Птолемеем III Эвергетом в самом начале его правления, а возможно и ещё до смерти Птолемея II Филадельфа. Почему брак откладывался на 13 или 14 лет после сватовства, может объяснить тот факт, что сначала Береника была просватана за того Птолемея, который был соправителем своего отца в 266—258 годах до н. э., а после смерти последнего, через полтора десятка лет вышла за нового наследника престола Птолемея Эвергета.

## Вторая Сирийская война
После окончания Первой Сирийской войны внутренние проблемы селевкидского царства помешали ему предпринять какие-либо решительные действия в Средиземноморье. В 261 году до н. э. Антиох I Сотер пал в битве с Эвменом I Пергамским и был сменён на троне сыном Антиохом II Теосом. Новый селевкидский царь спустя некоторое время после восшествия на престол счёл себя достаточно сильным, чтобы попытаться забрать у Птолемея II то, что потеряла его династия в Первой Сирийской войне. Разразилась война между Египтом и Сирией, которую современные учёные решили назвать Второй Сирийской войной. О датах, ходе и длительности этой войны мы знаем ещё меньше, чем о датах, ходе и длительности Первой. Иероним Стридонский неопределённо говорит, что Антиох «сражался со всей военной силой Вавилона и Востока» и «вёл войну много лет». Но ему, безусловно, не удалось отторгнуть Келесирию от Египта; возможно, он даже не проник в вожделенную провинцию. Наверняка на побережье Малой Азии, у которого египетский флот не мог уже действовать с прежним успехом, утратив превосходство на море, велась запутанная борьба, состоявшая из военных действий и дипломатических интриг. Антиох II, по всей видимости, заключил союз с Антигоном Македонским, с которым был связан двумя династическими браками. Союзниками его считались и родосцы, давно тяготившиеся Птолемеевской гегемонией.
Антиох II и родосцы совместными усилиями осадили Эфес, который, очевидно, после убийства Птолемея Андромаха фракийцами на время перешёл в руки Египта. Египетским флотом, по сообщению Полиэна, командовал в гавани Эфеса афинянин Хремонид.

«Родосцы, воевавшие с царём Птолемеем, были около Эфеса; Хремонид наварх Птолемея, вышел в море, чтобы вступить в морское сражение. Агафострат выстроил родосцев в линию по одному кораблю и, явно показавшись противникам, повернул назад и спустя немного времени вернулся к своей якорной стоянке. Враги же, посчитав, что они не отважились сражаться на море, сами распевая пеаны, вернулись в гавань; Агафострат же, развернув и сомкнув флот с двух флангов, поплыл на врагов, которые выходили на землю около темена Афродиты, и неожиданно напав, победил».
После этой победы родосцы и Антиох атаковали город с двух сторон — с суши и моря — и взяли Эфес (из надписи известно, что к 253 году до н. э. Эфес находился в руках Селевкидов). Птолемей был вынужден уступить родосцам Кавн за 200 талантов.
Вероятно, тогда же Антиох осадил Милет и, овладев этим городом, «уничтожил тирана Тимарха», за что был прозван «благодарными милетянами» Богом («Теосом»). Едва ли этот Тимарх находился в союзных отношениях с Египтом, так как перед этим он поддержал восстание «сына» Птолемея II известного как Птолемей Андромах.
На основании того, что Киликия и Памфилия, которые по словам Феокрита, подчинялись Птолемею II, не упоминаются в надписи из Адулиса среди владений, унаследованных Птолемеем III от отца, был сделан вывод, что земли, завоёванные в этом регионе во время Первой Сирийской войны, были потеряны во Второй. Кажется, Антиох овладел и Самофракией. Монеты Антиоха чеканились в Кизике, Лампсаке, Александрии Троадской, Абидосе, Скепсисе, Киме, Митилене, Фокее, Эфесе, Теосе, Магнесии Меандрской, Алабанде, Книде и других. Арвад Финикийский получил около 259 года до н. э. «автономию» от Селевкидов, но остался в фактической зависимости от них. Имеются также следы проникновения Селевкидов на острова Эгейского моря, в частности, возможно, на Самос. Из рассказов Либания можно видеть, что Антиох II вмешивался в дела Кипра и вывез оттуда в Антиохию статуи богов. Два ближайших сподвижника Антиоха — Арист и Темисон — были выходцами с Кипра. Однако надпись из Адулиса упоминает Кипр принадлежащим Египту ещё до воцарения Птолемея III; видно, за господство на Кипре Селевкидам пришлось вести борьбу с Птолемеями и победа, возможно, осталась на стороне Птолемея II. Такая же борьба развернулась на Крите; известен декрет о союзе Антиоха с критским городом Литтом. Наконец, посредством помощи своих союзников родосцев Антиох стремился закрепиться и на Кикладах.

### Мирный договор
В конечном счёте Птолемей II и Антиох II заключили мир (в конце 252 года до н. э.). Вероятно, в Александрии это сочли триумфом дипломатии Птолемеев. Антиох согласился вступить в брак с дочерью Птолемея Береникой и сделать её своей царицей. У него уже была жена Лаодика, родившая ему двоих сыновей, но он согласился дать ей развод или держать её в малоазиатских Сардах или Эфесе, пока Береника будет царицей в Антиохии. Пожилой царь с пышностью проводил дочь до самого Пелусия. Может показаться, что этот факт, взятый сам по себе, свидетельствует о том, что Келесирия была включена в приданое Беренике, поэтому Пелусий стал приграничным городом Египта. Однако, сохранилось письмо из архива Зенона, отправленное дворецким диойкета (управителя) Аполлония из Финикии весной 251 года до н. э., где говорится, что Аполлоний приближается к Сидону со свитой, «сопровождающей царицу до границы», которая, следовательно, находилась севернее Келесирии. Если в приданое и входила какая-то уступленная территория, нам это не известно. Во всяком случае, из-за величины этого приданого Береника получила прозвище Фернофора («Приносящая приданое»). Птолемей, как нам известно, после свадьбы регулярно снабжал дочь нильской водой, что, как полагали, способствовало плодовитости. Когда Береника в должное время принесла Антиоху сына, Птолемей мог считать, что династия Селевкидов прочно связана с Египтом. Будущий царь Азии будет его внуком. Сейчас представляется вероятным, что он дожил до того дня, когда трагедия случившаяся с его дочерью и внуком сорвала его планы.
В Греции Птолемей, кажется, на всём протяжении своего правления продолжал ориентироваться на недружественные, если не сказать, враждебные отношения с Македонией, и, не упускал возможности оказать помощь партиям, противостоящим этой власти. Так за несколько лет до его смерти, успехи Арата и усиление Ахейского союза открыли, перед его политикой новые перспективы в этом направлении. Он поспешил поддержать Арата значительными суммами денег, и оказал ему самой дружественный приём, когда он посетил Александрию лично.

## Взаимоотношения с Римом
В источниках содержатся сведения и о других направлениях внешней политики в царствование Птолемея II. В 273 году до н. э., когда Рим вёл войну с Пирром Эпирским, в Италию прибыло посольство из Александрии, чтобы предложить Риму дружбу с Птолемеем. Тогда впервые на египетском горизонте появляется новая сила, поднимающаяся на Западе. Благодаря этому союзу италийские гавани стали доступны для египетской торговли, тем более что почти все греческие города пришли в запустение вследствие войн за последние годы. Для египетского производства весьма важно было получить из Италии сырьё, особенно шерсть. Дошло замечательное известие, донесённое до нас Аппианом, о том, что во время Первой Пунической войны между Римом и Карфагеном, когда обе воюющие державы были крайне истощены вследствие то и дело отправляемых в море новых флотов, карфагеняне попытались сделать у Птолемея заём в 2000 талантов (почти 52 тонны серебра). Но поддерживая дружеские отношения с обеими державами, царь постарался примирить их. Когда же это не удалось, то он на предложение карфагенян возразил: «Друзьям мы обязаны помогать против врагов, но не против друзей». Состоя в союзе и с теми и другими, царь вполне пользовался выгодами нейтралитета, так что корабли его беспрепятственно ходили в водах подконтрольных, как одной, так и другой стороне.

## Поход в Эфиопию и торговля с восточными и южными странами
Птолемеи не стремились, в отличие от прежних фараонов, присоединить Эфиопию (Нубию) к своим владениям. Будучи греками, они скорее интересовались средиземноморским миром на севере и вполне довольствовались тем, что южная граница Египта проходила в районе первого порога или чуть дальше. Однако Птолемей II уделял огромное внимание в поощрении и расширении своей внешней торговли, особенно со странами бассейна Красного моря и Индии. Одной из первых мер его царствования было принятие действенных шагов по очистке Верхнего Египта от грабителей и бандитов, которых там было особенно много. Не ограничившись этим, Птолемей, как пишет Диодор, отправился в поход в Эфиопию с греческим войском и так открыл для греков страну, до тех пор неизвестную. Создаётся впечатление, что среди мотивов Птолемея II скорее было географическое любопытство и желание добыть необычных зверей, во всяком случае, мы ничего не слышим о попытках присоединить Эфиопию. Он, видимо, установил дружественные отношения с варварскими племенами этой страны и был также первым, кто пытался наладить поставку из этих регионов слонов, с целью их последующего обучения для использования в военном деле, ибо до него боевых слонов доставляли исключительно из Индии.

«Второй Птолемей, который был страстным любителем охоты на слонов и выдавал большие награды тем, кто преуспел в добыче самых доблестных из этих животных, затратив на эту страсть большие суммы денег, не только собрал огромные стада боевых слонов, но и довёл до сведения греков другие виды животных, которых прежде никогда не видели, и которые стали объектами изумления».
И он таким важным считал это дело, что основал город или крепость под названием Птолемаида на границах Эфиопии, исключительно для достижения этих целей. С Эргаменом, греческим царём Мероэ, он, кажется, поддерживал дружеские отношения. Для того, чтобы полностью контролировать судоходство и торговлю на Красном море, он основал город Арсиноя в северной оконечности залива (на месте современного Суэца), а также Беренику на побережье моря почти под тропиком. Он расчистил и основательно обновил канал, связывающий Нил с Красным морем, который в своё время начинали копать ещё фараон Нехо II и персидский царь Дарий I. В то же время он возобновил движение по великой караванной дороге, действующей в течение долгих веков во времена фараонов, и связывающей кратчайшим путём через пустыню город Коптос на Ниле с портом Береника на Красном море. Таким образом он направил движение основной части товаров из Индии, Аравии и Эфиопии в страны греческого и римского мира через Александрию. Не довольствуясь этим, он отправил некого Сатира в путешествие, для исследования западного побережья Красного моря, и тот основал ещё один город Филотеру, который получил название от имени сестры Птолемея II. Несомненно, также с целью расширения своей торговли с Индией, Филадельф направил туда посла по имени Дионисий для налаживания контактов с местными царями.

## Внутренняя политика
Несмотря на некоторые внешнеполитические неудачи за время правления Птолемея Филадельфа укрепляется политическое и экономическое положение Египта. Этому способствует довольно-таки успешная прагматическая внутренняя политика царя. Птолемей Филадельф продолжил курс своего отца в национальной политике. Одним из первых деяний Птолемея Филадельфа на троне (ещё в период совместного правления) становится освобождение около 100 тысяч иудеев, пленённых и переселённых в Египет в правление Птолемея I Сотера, а также организация перевода на греческий священных книг иудеев — Септуагинты. Этот перевод осуществлялся под руководством Деметрия Фалерского.
Продолжил курс своего отца Птолемея I Сотера на превращение столицы государства Александрии в один из крупнейших центров торговли и ремесел эллинистического мира. Для достижения этой цели в правление Птолемея Филадельфа было завершено строительство портовых сооружений, в том числе знаменитого Фаросского Маяка, который вскоре был причислен к одному из семи чудес света. В экономической сфере чрезвычайно велика была роль государства, в чьей монополии находились земля и ремесла. Имела место также политика раздачи земельных участков крупным вельможам. Доходы царской казны были поистине баснословными. У второго Птолемея под конец царствованья, когда к его владениям принадлежал юг Сирии и южное побережье Малой Азии, войско состояло из 200 000 пехотинцев и 40 000 всадников, 300 слонов, 2000 боевых колесниц; оружейных запасов было на 300 000 человек; 2000 небольших военных судов, 1500 военных кораблей частью о пяти рядах весел, и материалу на двойное число, 800 яхт с позолоченными носами и кормами; а в его казне имелась чрезвычайная сумма в 740 000 египетских талантов (почти 28 572 т серебра); годовой доход его простирался, как говорят, до 14 800 талантов (571,5 т серебра) и 1 500 000 артабов (15 000 т) хлеба. Значительная их часть расходовалась на содержание пышного двора, армии, флота, колоссального чиновничьего аппарата, на дотации жрецам и храмам.
В то же время Птолемей Филадельф огромное внимание уделял развитию наук и искусств. Именно время его правление — время расцвета Александрийского Мусейона и Библиотеки, на содержание которых выделялись значительные суммы. Царь проявлял личную заинтересованность в пополнении книжного фонда Александрийской Библиотеки, который к началу царствования Птолемея Филадельфа составлял около 200 тысяч книг, а впоследствии достигало будто бы полумиллиона экземпляров. Он лично писал царям, со многими из которых состоял в родстве, чтобы ему присылали всё, что имеется из произведений поэтов, историков, ораторов, врачей. По поручению Птолемея Филадельфа был составлен каталог Александрийской Библиотеки — знаменитые «Таблицы» Каллимаха в 120 книгах-свитках. Цец сообщает, что Птолемеем II в Серапеуме была основана вспомогательная библиотека, в которой хранилось 42 800 свитков.
При Александрийском Музейоне при Птолемее II Филадельфа появились обсерватория, анатомический театр, зоопарк и ботанический сад. Оказывалось всемерное содействие учёным занятиям, сотрудниками Александрийского Музейона были достигнуты значительные успехи в филологии и поэзии, математике, астрономии, механике и медицине. Впервые было позволено производить вскрытие трупов в научных целях. Более того, Эрасистрату с острова Кос выдавались для рассечения живьем преступники. В царствование Птолемея II Филадельфа в Александрии работали или сотрудничали с александрийскими учёными филологи и поэты Филемон, Феокрит, Каллимах, Зенодот Эфесский, Тимон Флиунтский, математики Евклид и Аристарх Самосский, врачи Герофил и Эрасистрат, механик и математик Архимед.
Птолемей II Филадельф не только покровительствовал искусствам и учёным занятиям, но и сам принимал участие в некоторых научных диспутах и обсуждениях, одним из которых являлся философский пир с участием греческих философов и иудейских толковников, прибывших в Александрию для перевода книг Ветхого Завета на греческий.

## Назначение наследника и смерть царя
12 или 13 ноября 247 года до н. э. молодой Птолемей известный впоследствии как Птолемей III Эвергет стал соправителем отца на египетском троне. Возможно фактически он сам правил страной.
В 246 или 245 году до н. э., 25-го числа македонского месяца диос, то есть 27 января Птолемей II Филадельф скончался в возрасте почти шестидесяти трёх лет. Перед смертью он повредился в уме, сильно страдал из-за болезней и был разочарован жизнью. Афиней передаёт, что однажды после сильного приступа подагры он посмотрел в окно своего дворца и увидел у одного из каналов группу египтян самого бедного сословия, которые ели собранные ими объедки и беззаботно нежились на горячем песке, и заплакал в огорчении, что он не рождён одним из них.
Евсевий Кесарийский, со слов Порфирия Тирского, в своей «Хронике» говорит, что Птолемей Филадельф царствовал в течение двух лет при жизни отца, а затем в течение ещё 36 лет после его смерти, так что продолжительность его правления составляет 38 лет, столько же, как и у отца. Иосиф Флавий утверждает, что этот Птолемей правил 39 лет.

## Семья
- Его первой женой была дочь Лисимаха Арсиноя I. От неё он имел, по крайней мере, троих детей:
  - Птолемей III Эвергет
  - Лисимах
  - Береника
- Вторая жена — его родная сестра, также носившая имя Арсиноя. От неё у Птолемея не было детей.

Позднее греческие авторы сообщают нам имена многих его любовниц. Одна была урождённой египтянкой, хотя называлась греческим именем Дидима («Близнец»). Другая, которую звали Миртион, была актрисой, игравшей в пошлых комедиях; её дом, после того как она завладела благосклонностью царя, прославился как один из самых изысканных в Александрии. Мнесида и Пофина были флейтистками и тоже были известны великолепием своих домов. Ещё одной была Клино, и статуи и статуэтки, безусловно пользовавшиеся спросом в Александрии, изображали её одетой в один хитон с рогом изобилия в руках, подобно богине Арсиное. В делосской надписи упоминаются «две серебряные свинки», которые Клино посвятила божеству. Стратоника, ещё одна любовница, известна по внушительной гробнице в египетском Элевсине рядом с Александрией, где упокоилось её тело. Стратонику некоторые исследователи отождествляют с одноимённой женой Архагата, эпистата Ливии. Самой знаменитой была Билистиха, чьё имя звучит не по-гречески, хотя, по всей вероятности, оно всё же греческое. Плутарх сообщает, что она была из варваров, «рыночная проститутка»; Павсаний — что она происходила с македонского побережья; по словам Афинея, она происходила из благородной аргосской семьи, ведущей род от Атрея. В настоящее время невозможно сказать, какая из этих версий правдива: сплетню о низком происхождении могли сочинить из злобы, а историю о высокородстве царской любовницы — из лести. В 268 году до н. э. Билистиха управляла колесницей в Олимпии во время гонок двухлошадных колесниц и получила приз. Вероятно, это та самая «Билистиха, дочь Филона», которая была канефорой (особая жрица; от слова kaneon, «корзина», которую жрица несла в ритуальной процессии) Арсинои-богини в 260—259 годах до н. э. Птолемей постарался, чтобы её объявили богиней. Ей возводились святилища и приносились жертвы как Афродите Билистихе.
| Династия Птолемеев               |                                                           |                                |
| Предшественник: Птолемей I Сотер | царь Египта 285 — 246/245 до н. э. (правил 38 или 39 лет) | Преемник: Птолемей III Эвергет |